# Dysstroma fusconebulosa
Dysstroma fusconebulosa là một loài bướm đêm trong họ Geometridae.